# Эрлон
Эрло́н (фр. Erlon) — коммуна во Франции, находится в регионе Пикардия. Департамент коммуны — Эна. Входит в состав кантона Марль. Округ коммуны — Лан.
Код INSEE коммуны — 02283.

## Население
Население коммуны на 2010 год составляло 292 человека.
| 1962 | 1968 | 1975 | 1982 | 1990 | 1999 | 2010 |
| ---- | ---- | ---- | ---- | ---- | ---- | ---- |
| 254  | 224  | 241  | 255  | 269  | 300  | 292  |

## Экономика
В 2010 году среди 194 человек трудоспособного возраста (15—64 лет) 127 были экономически активными, 67 — неактивными (показатель активности — 65,5 %, в 1999 году было 68,8 %). Из 127 активных жителей работали 110 человек (69 мужчин и 41 женщина), безработных было 17 (5 мужчин и 12 женщин). Среди 67 неактивных 19 человек были учениками или студентами, 19 — пенсионерами, 29 были неактивными по другим причинам.